# Eric Stefani
Pour les articles homonymes, voir Stefani.
 (juin 2025).
Eric Stefani (17 juin 1967 à Fullerton, Californie - ), est le frère aîné de Gwen Stefani, et le fondateur, avec John Spence, du groupe No Doubt. 
Il écrit les premiers morceaux, avant d'inviter Gwen à chanter. Au complet, No Doubt fut fondé officiellement en décembre 1986. Eric suit le groupe, de leur 1er album No Doubt jusqu'à Tragic Kingdom (1995), puis il abandonne la musique pour sa première passion : l'animation. Il travaille notamment sur la série les Simpson de Matt Groening.
Tout en continuant son travail de dessinateur, il collabore à divers projets. Il a, entre autres, dessiné le logo du site Ska Parade. En 1998, il rejoint No Doubt en première partie de Madness (une de ses premières influences) à Hawaï.